# Arryadia
Arryadia ("الرياضية" en árabe), literalmente « La deportiva », es un canal de televisión pública marroquí que difunde los acontecimientos deportivos de Marruecos.

## Historia
Arryadia fue lanzada por Fayçal Laaraichi, director general de la sociedad nacional de radiodifusión y de televisión, el 16 de septiembre de 2006 en Casablanca.
El 4 de junio de 2018, el canal pasa a ser en alta definición.

## Organización

### Dirigentes
Presidente Director General de la SNRT :
- Fayçal Laaraichi

Director General de la SNRT : 
- Mohammed Ayad

Director del canal :
- Hassan Boutabssil

### Capital
Arryadia pertenece al 100 % a la Sociedad nacional de radiodiffusion y de televisión (SNRT).

## Programas
Sus programas se articulan en torno a la transmisión de las competiciones en directo (Fútbol en mayoría, pero también de Tenis, Baloncesto, Voleibol, Balonmano...) en una proporción del 80 % para los campeonatos nacionales y del 20 % para las competiciones internacionales.
Entre los comentaristas de los partidos y acontecimientos deportistas :
- Soufiane Rachidi
- Mohamed Addali
- Adil Messaoudi
- Hicham Faraj
- Abdessamad Ould Chaïba